# 시미즈촌 (구마모토현)
시미즈촌(일본어: 清水村)은 일본 구마모토현 구마군에 있던 촌이다.

## 역사
- 1889년 4월 1일 - 정촌제 시행에 의해 다쿠마군 다케미야촌이 성립하였다.
- 1892년 - 아키타군과 합병해 호타쿠군이 되었다.
- 1931년 8월 1일 - 구마모토시에 편입되었다.

## 참고 문헌
- 角川日本地名大辞典編纂委員会, 『角川日本地名大辞典 43 熊本県』1987, 角川書店